# Авињоне
Авињоне (фр. Avignonet) насеље је и општина у источној Француској у региону Рона-Алпи, у департману Изер која припада префектури Гренобл.
По подацима из 2011. године у општини је живело 207 становника, а густина насељености је износила 25,88 становника/km². Општина се простире на површини од 8 km². Налази се на средњој надморској висини од 630 метара (максималној 825 m, а минималној 362 m).

## Демографија
| 1962. | 1968. | 1975. | 1982. | 1990. | 1999. | 2011. |
| ----- | ----- | ----- | ----- | ----- | ----- | ----- |
| 951   | 102   | 87    | 132   | 146   | 189   | 207   |

График промене броја становника у току последњих година